# Trachylepis punctulata
Espèce
Synonymes
- Euprepes punctulatus Bocage, 1872
- Mabuya punctulata (Bocage, 1872)
- Mabuya damarana Fitzsimons, 1943
- Mabuya longiloba triebneri Mertens, 1954

Trachylepis punctulata est une espèce de sauriens de la famille des Scincidae.

## Répartition
Cette espèce se rencontre dans le sud-ouest de l'Angola, en Namibie, dans l'ouest de la Zambie, au Botswana, en Afrique du Sud, dans le nord-ouest du Zimbabwe et au Mozambique.

## Publication originale
- Bocage, 1872 : Diagnoses de quelques espèces nouvelles de Reptiles d'Afrique occidentale. Jornal de Sciencias Mathematicas, Physicas e Naturaes Academia Real das Sciencias de Lisboa, vol. 4, p. 72-82 (texte intégral).